# Quả dưa

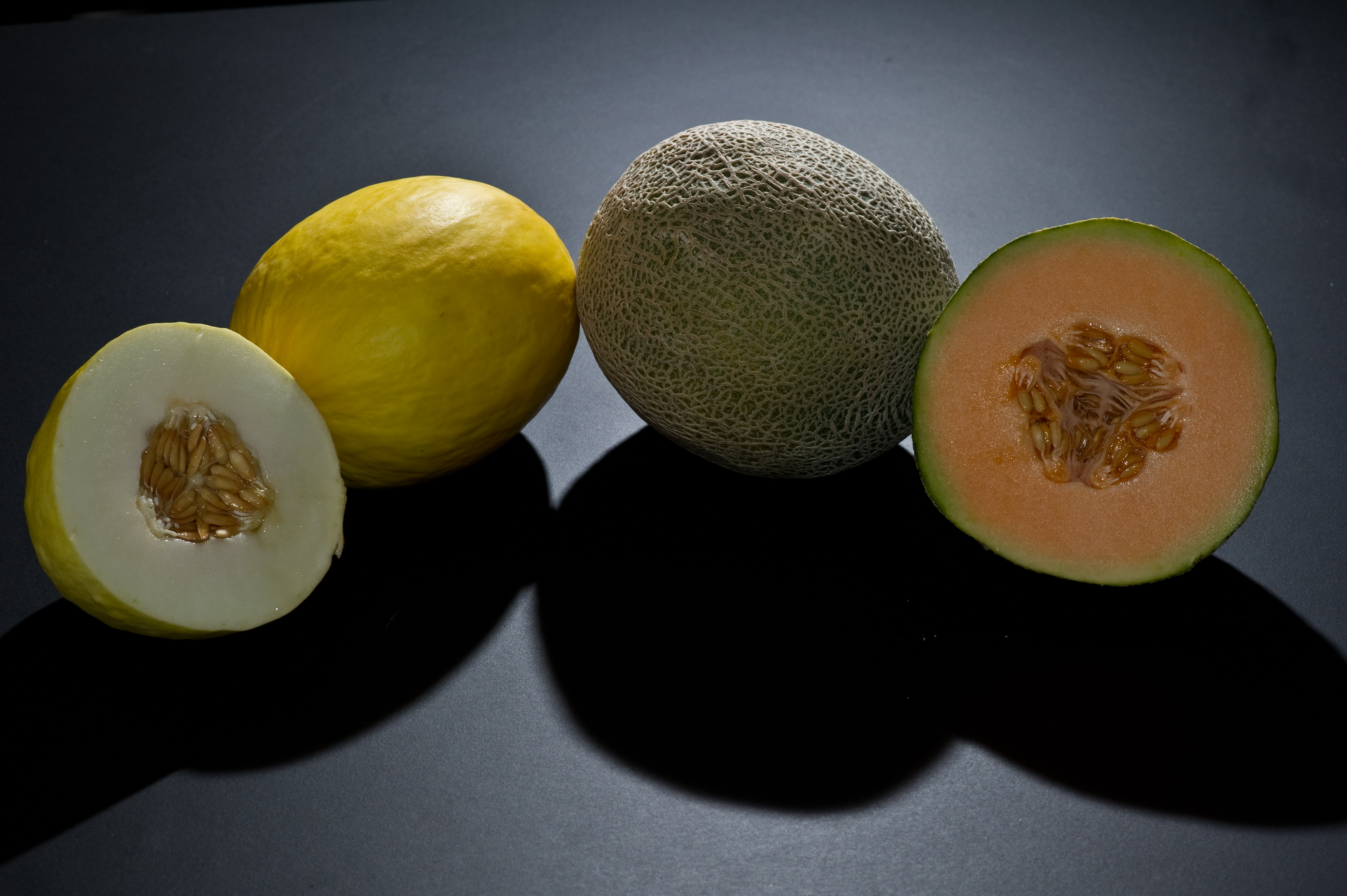
Dưa hoàng yến và dưa vàng

Quả dưa là quả ăn được và có nhiều thịt của các loài thực vật thực Họ bầu bí. Về mặt thực vật học, dưa (tiếng Anh: melon) là một loại quả mọng, cụ thể là "pepo". Từ melon bắt nguồn từ từ tiếng Latinh melopepo, mà nó là từ Latinh hóa của từ tiếng Hy Lạp μηλοπέπων (mēlopepōn), nghĩa là "dưa", chính là một từ ghép của μῆλον (mēlon), có nghĩa là "quả táo", trái cây có múi (bất kỳ loại nào)" và πέπων (pepōn), bao gồm "loại bầu hoặc dưa hấu". Nhiều giống cây trồng khác nhau đã được tạo ra, đặc biệt là dưa vàng.

## Lịch sử

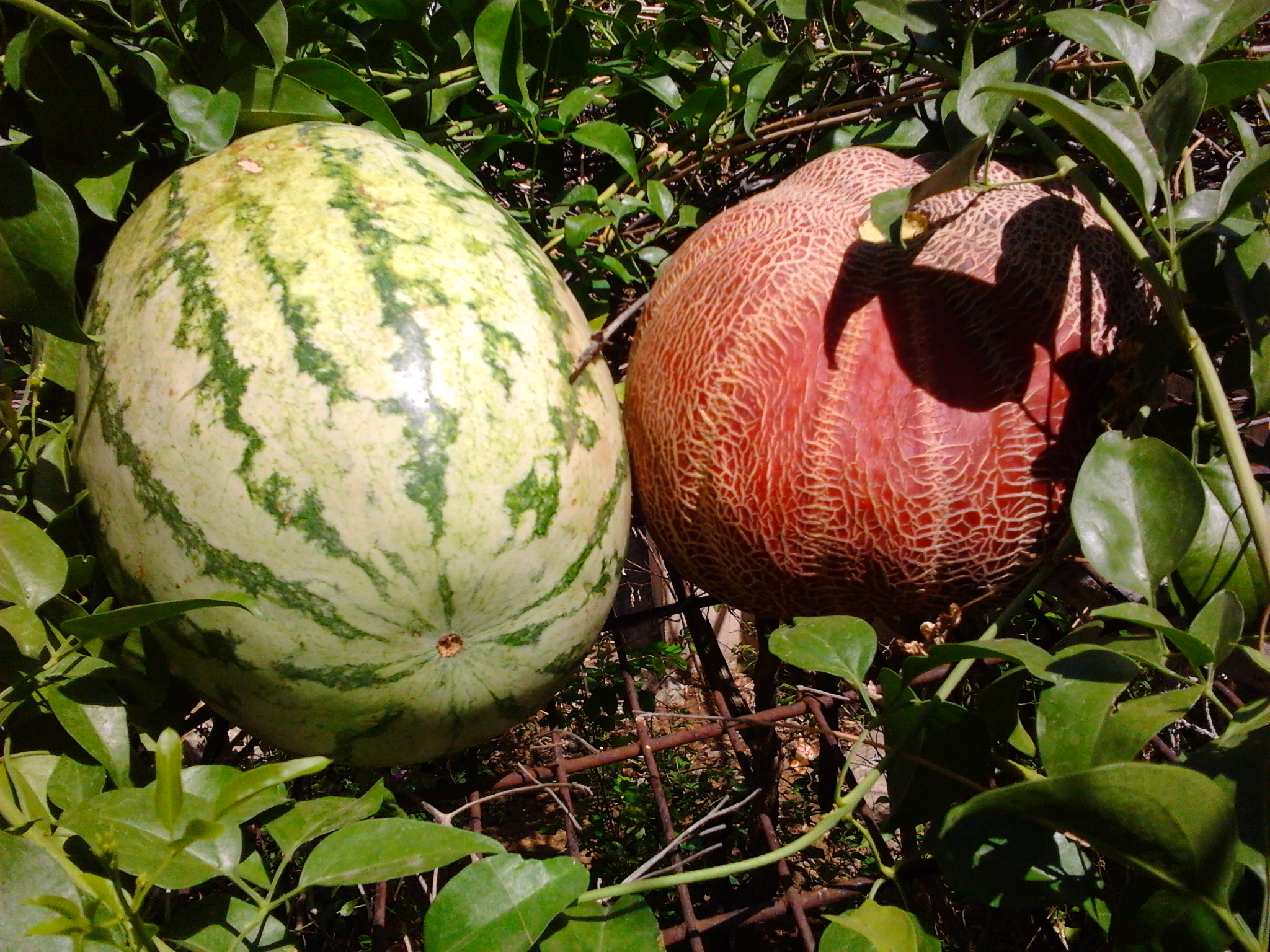
Dưa hấu và dưa lưới ở Ấn Độ

Dưa có nguồn gốc từ Châu Phi hoặc trong các thung lũng nóng bức của Tây Nam Á, đặc biệt là Iran và Ấn Độ, từ đây chúng dần dần bắt đầu xuất hiện ở Châu Âu vào cuối thời Tây La Mã. Dưa được biết là đã được trồng bởi người Ai Cập cổ đại. Tuy nhiên, những phát hiện gần đây về hạt dưa có niên đại từ năm 1350 đến 1120 trước Công nguyên trong giếng thiêng Nuragic cho thấy rằng dưa lần đầu tiên được đưa đến châu Âu bởi nền văn minh Nuragic tại Sardinia trong Thời đại đồ đồng. Dưa là một trong những loài thực vật sớm nhất được thuần hóa ở cả Cựu Thế giới và là một trong những loài cây trồng đầu tiên được người phương Tây mang đến Tân Thế giới. Những người Châu Âu định cư sớm ở Tân Thế giới được ghi nhận là đã trồng dưa lê và dưa casaba sớm nhất vào những năm 1600. Một số bộ lạc thổ dân châu Mỹ ở New Mexico, bao gồm Acoma, Cochiti, Isleta, Navajo, Santo Domingo và San Felipe, duy trì truyền thống trồng các giống dưa đặc trưng của riêng họ, có nguồn gốc từ dưa ban đầu do người Tây Ban Nha du nhập. Các tổ chức như Native Seeds/SEARCH đã nỗ lực thu thập và bảo tồn những hạt này cũng như các hạt di sản khác.

## Các thứ dưa

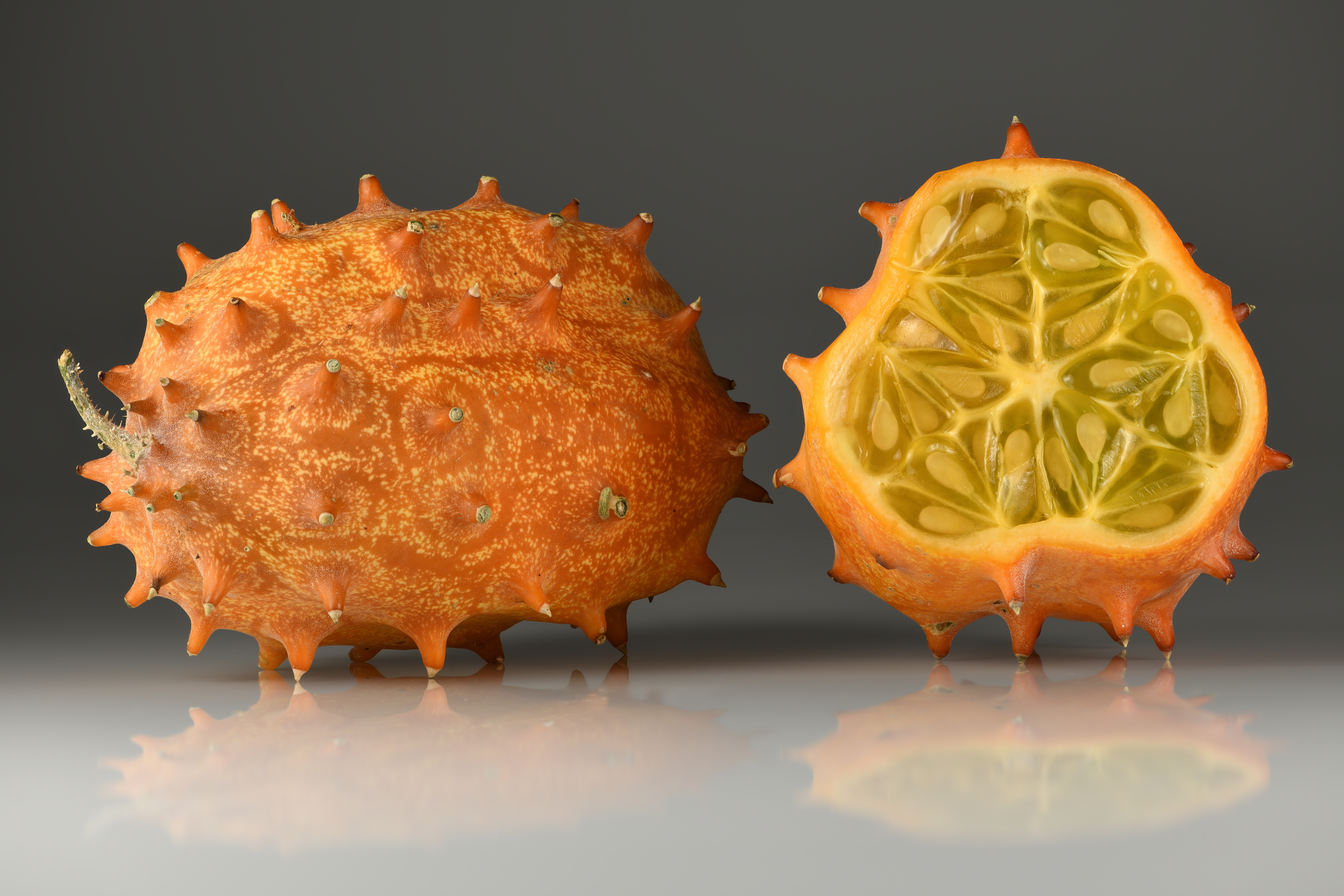
Dưa gai kiwano.

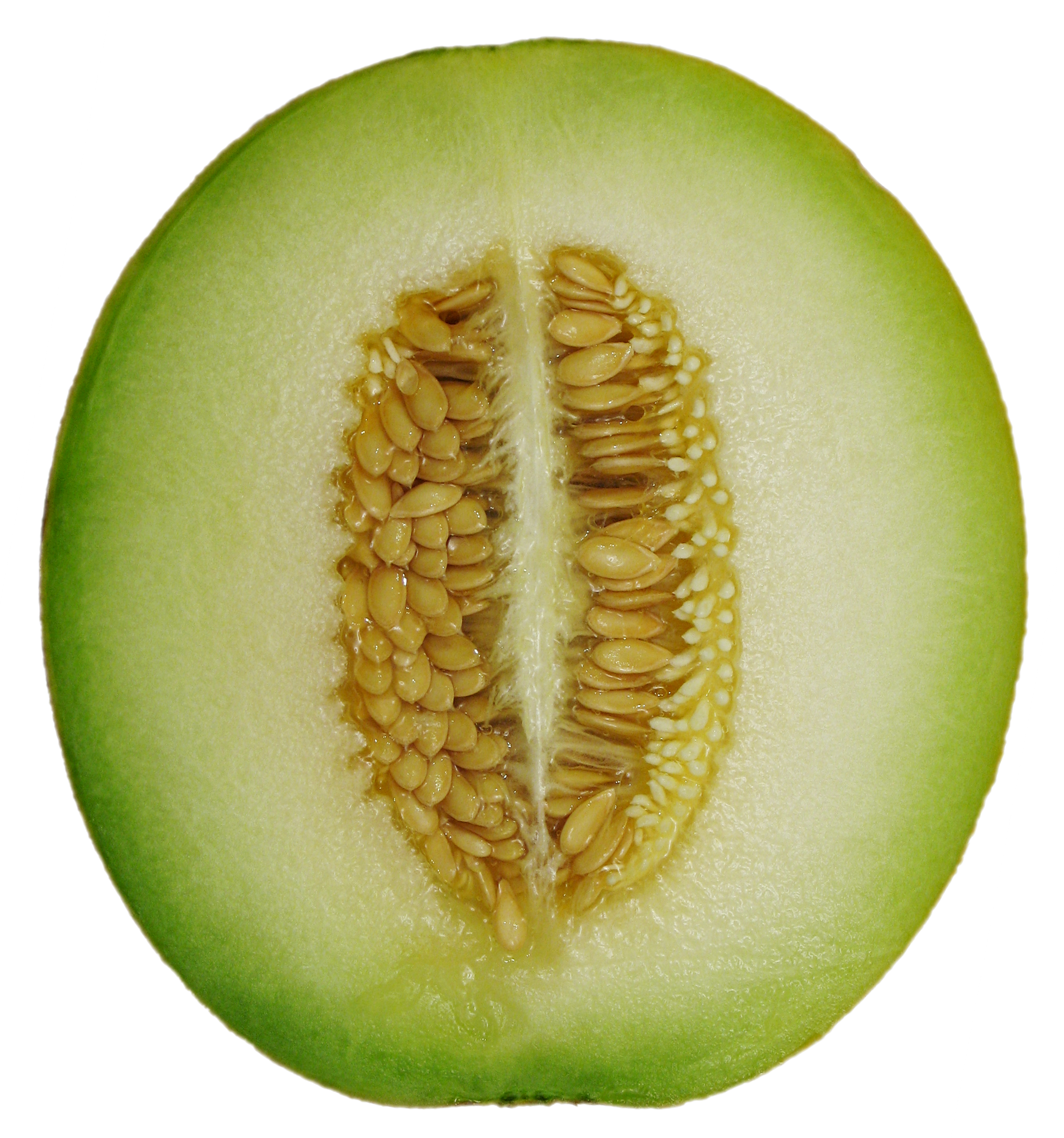
Dưa lê

### Benincasa
- Bí đao[note 1] (B. hispida) là thành viên duy nhất của chi Benincasa. Bí đao trưởng thành là một loại rau ăn quả được sử dụng rộng rãi ở châu Á, đặc biệt là ở Ấn Độ. Những quả bí non được sử dụng như một loại trái cây (chế biến làm thức uống). Tuy có tên tiếng Anh là winter melon, tại việt Nam, chúng không được gọi là dưa mà được xếp vào nhóm bí.

### Citrullus
- Dưa Egusi (C. lanatus) là một loại dưa hấu dại, có bề ngoài tương tự như dưa hấu. Phần thịt cứng và có vị đắng, nhưng hạt là nguồn thực phẩm quan trọng ở châu Phi.[13] Các loài khác có cùng vai trò ẩm thực, cũng được gọi là egusi bao gồm Citrullus mucosospermus, Cucumeropsis mannii và Lagenaria siceraria.[14]
- Dưa hấu (C. lanatus) có nguồn gốc từ Châu Phi, nơi có bằng chứng cho thấy rằng nó đã được trồng trong hơn 4.000 năm.[15] Nó là một loại trái cây mùa hè phổ biến ở mọi nơi trên thế giới.[16]

### Cucumis

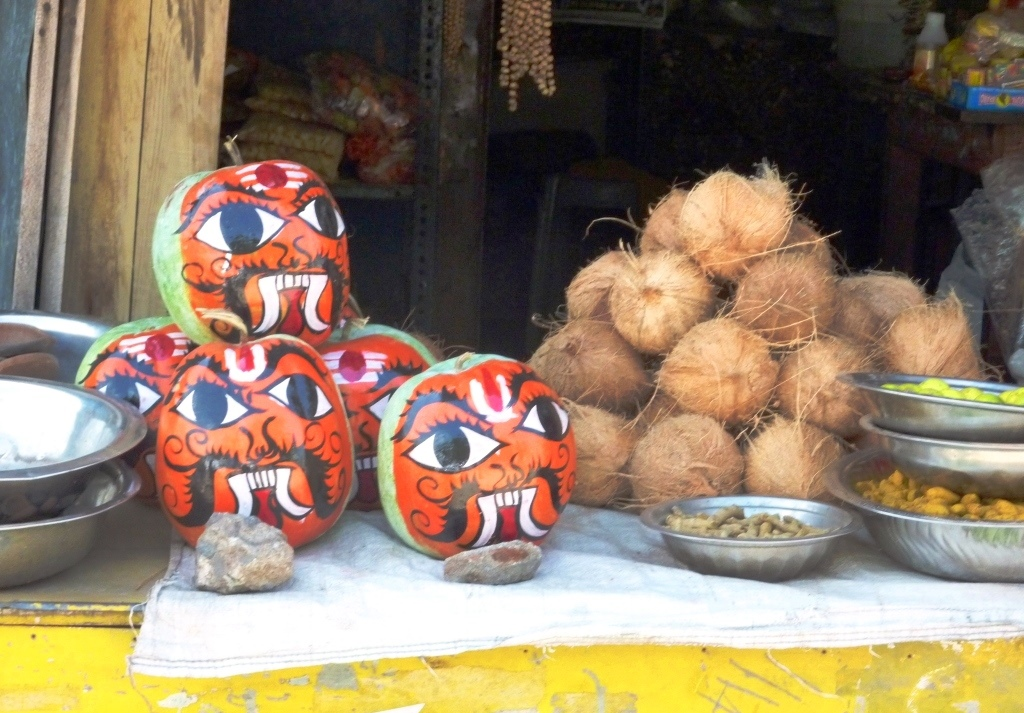
Dưa hấu được sơn màu xanh. Chennai, Ấn Độ, 2010

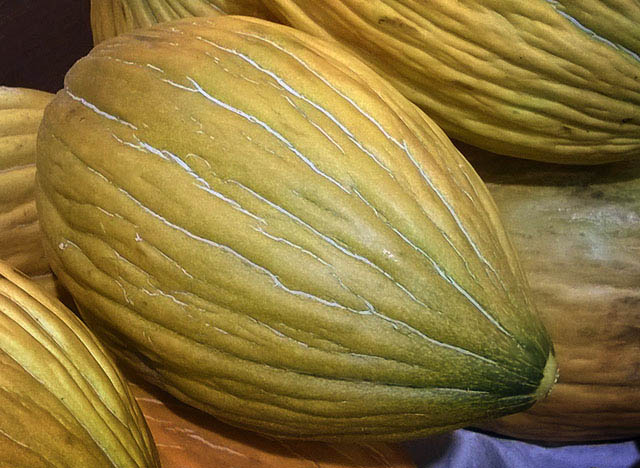
Dưa lưới Huỳnh Long.

Các loại dưa trong chi Cucumis là loại trái cây ẩm thực, và bao gồm phần lớn các loại dưa. Tất cả trừ một số ít các giống dưa thuộc loài Cucumis melo L.
- Dưa sừng (C. metuliferus), một loại cây lương thực truyền thống ở Châu Phi với những chiếc gai đặc biệt. Hiện nay, nó được trồng ở California, Chile, Úc và New Zealand.[17]
- Dưa chuột, hay dưa leo (Cucumis sativus), loại rau ăn quả thương mại quan trọng, nó được trồng lâu đời trên thế giới và trở thành thực phẩm của nhiều nước
- Muskmelon (C. melo)
  - C. melo cantalupensis, có da sần sùi và nhăn nheo, không có lưới.Miếng dưa vàng

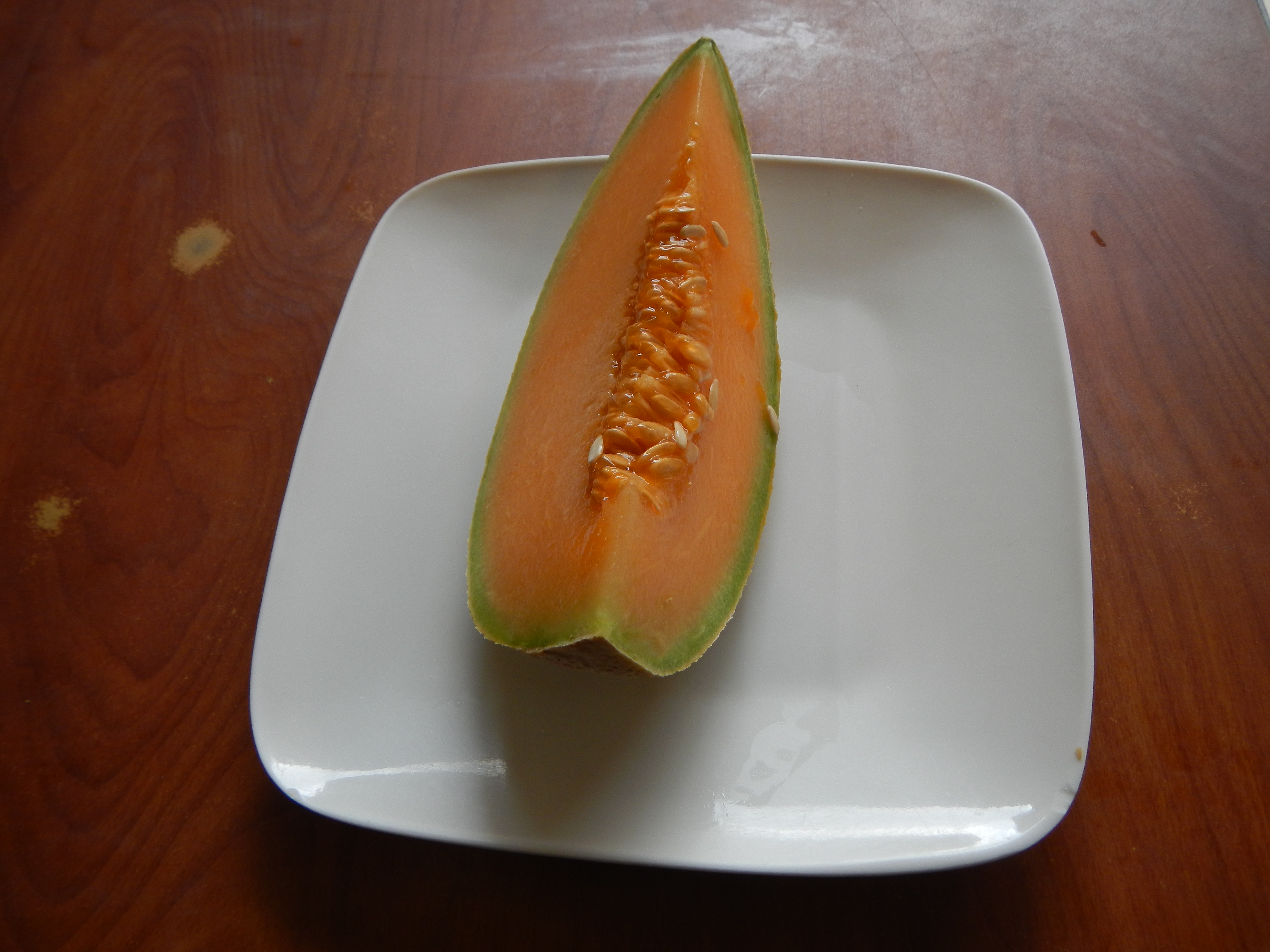
Miếng dưa vàng

    - Dưa vàng châu Âu, có gân nhẹ, da xanh nhạt, được thuần hóa vào thế kỷ 18, ở Cantalupo in Sabina, Ý, bởi người làm vườn của Giáo hoàng. Nó còn được gọi là 'dưa đá' ở Úc và New Zealand. Các giống bao gồm Charentais của Pháp và Burpee Seeds lai Netted Gem, được giới thiệu vào thế kỷ 19.[18] Yubari King là một giống dưa vàng được đánh giá cao của Nhật Bản.
    - Dưa Ba Tư giống với dưa vàng lớn với vỏ xanh đậm hơn và lưới mịn hơn.[19]

  - C. melo inodorus, casaba, dưa lê, và các loại dưa châu Á
    - Dưa Argos, quả to, thuôn dài, da nhăn nheo màu cam, thịt quả màu cam, mùi thơm nồng. Một đặc trưng là các đầu nhọn của nó. Phát triển ở một số khu vực của Hy Lạp, từ đó nó được đặt tên.
    - Dưa hoàng yến, một loại dưa quả lớn, màu vàng tươi với phần thịt bên trong màu xanh nhạt đến trắng.
    - Casaba, màu vàng tươi, da nhẵn, có rãnh. Ít hương vị hơn các loại dưa khác, nhưng giữ được lâu hơn.[20]
    - Dưa Hami, có nguồn gốc từ Kumui, Tân Cương, Trung Quốc. Thịt ngọt và giòn.[21]
    - Dưa lê, có vị ngọt, mọng nước, thịt màu xanh lục. Được trồng như dưa Bạch Lan ở Lan Châu, Trung Quốc. Có một giống thứ hai có da vàng, thịt trắng và có vị như quả lê ẩm.
    - Dưa Kolkhoznitsa, có vỏ màu vàng, mịn và cùi dày, màu trắng.[22]
    - Dưa Nhật Bản (bao gồm dưa Sprite).
    - Dưa Triều Tiên, loại dưa có màu vàng với các sọc trắng chạy dọc quả và thịt bên trong có màu trắng. Có thể giòn và hơi ngọt hoặc mọng nước khi để chín lâu hơn.
    - Dưa ngâm muối phương đông
    - Piel de Sapo (Da cóc) hay còn gọi là dưa ông già Noel, có vỏ xanh, thịt màu trắng, vị ngọt.
    - Dưa đường một loại quả tròn, nhẵn, màu trắng.[23]
    - Dưa Tigger, một loại dưa có màu cam, vàng và sọc đen từ Thổ Nhĩ Kỳ với cùi mềm.[24]

  - C. melo reticulatus, loài dưa bở thực thụ, da có lưới.
    - Dưa vàng Bắc Mỹ, khác biệt với dưa vàng châu Âu, với kiểu da giống lưới phổ biến ở các giống C. melo reticulatus khác.[25]
    - Dưa Galia (hoặc Ogen), nhỏ và rất ngon ngọt với thịt có màu xanh nhạt hoặc hồng phớt.
    - Dưa Sharlyn, có hương vị giữa dưa lê và dưa vàng, vỏ có vân, màu xanh cam và thịt màu trắng.

  - C. melo agrestis, dưa chuột Armenia, các giống dưa dại, có vỏ mịn và vị chua hoặc nhạt. Thường bị nhầm lẫn với dưa chuột (Dosakai, Lemon Cucumber, Pie Melon).[26]
  - C. melo conomon, dưa gang, dưa ngâm muối, có vỏ mịn và có vị từ chua hoặc nhạt (dưa ngâm muối) đến ngọt nhẹ (dưa Triều Tiên). Chúng có họ hàng gần với các loại dưa dại (C. melo var. agrestis).[27]
  - Các giống lai hiện đại, ví dụ: Crenshaw (Casaba × Persian), Crane (dưa Nhật Bản × N.A.).

## Sản xuất
| Quốc gia                         | Sản xuất (triệu tấn) |
| -------------------------------- | -------------------- |
| Trung Quốc                       | 13.83                |
| Thổ Nhĩ Kỳ                       | 1.72                 |
| Ấn Độ                            | 1.33                 |
| Iran                             | 1.28                 |
| Afghanistan                      | 0.79                 |
| Hoa Kỳ                           | 0.69                 |
| Guatemala                        | 0.65                 |
| Brazil                           | 0.61                 |
| World                            | 27.4                 |
| Nguồn: FAOSTAT của Liên Hợp Quốc |                      |

Năm 2018, sản lượng dưa trên thế giới (trừ dưa hấu) là 27 triệu tấn, dẫn đầu là Trung Quốc với 47% tổng sản lượng (bảng). Thổ Nhĩ Kỳ, Iran và Ấn Độ mỗi nước sản xuất hơn 1 triệu tấn.

## Hình ảnh

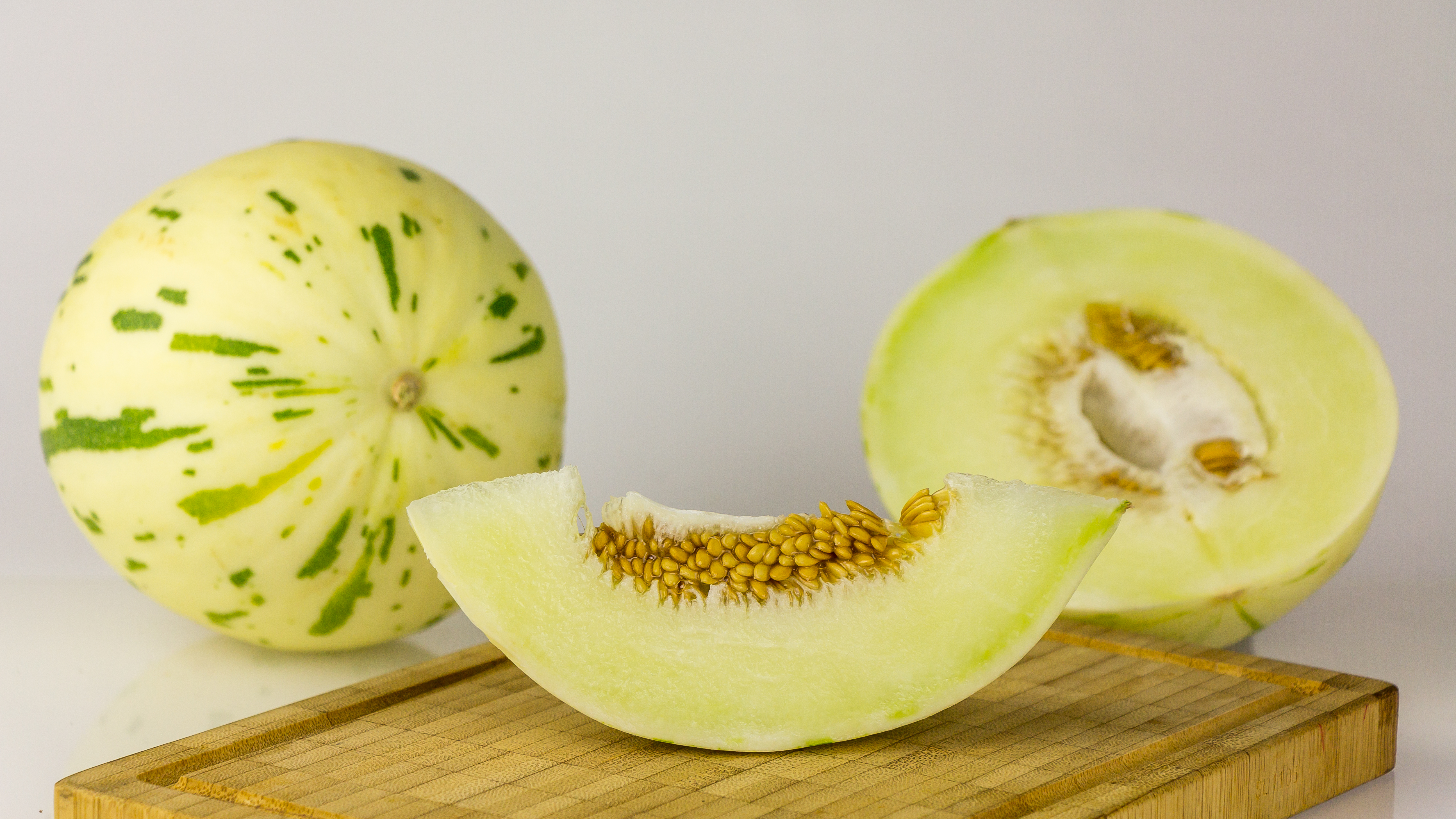
Dưa hấu Sugar Baby Matisse
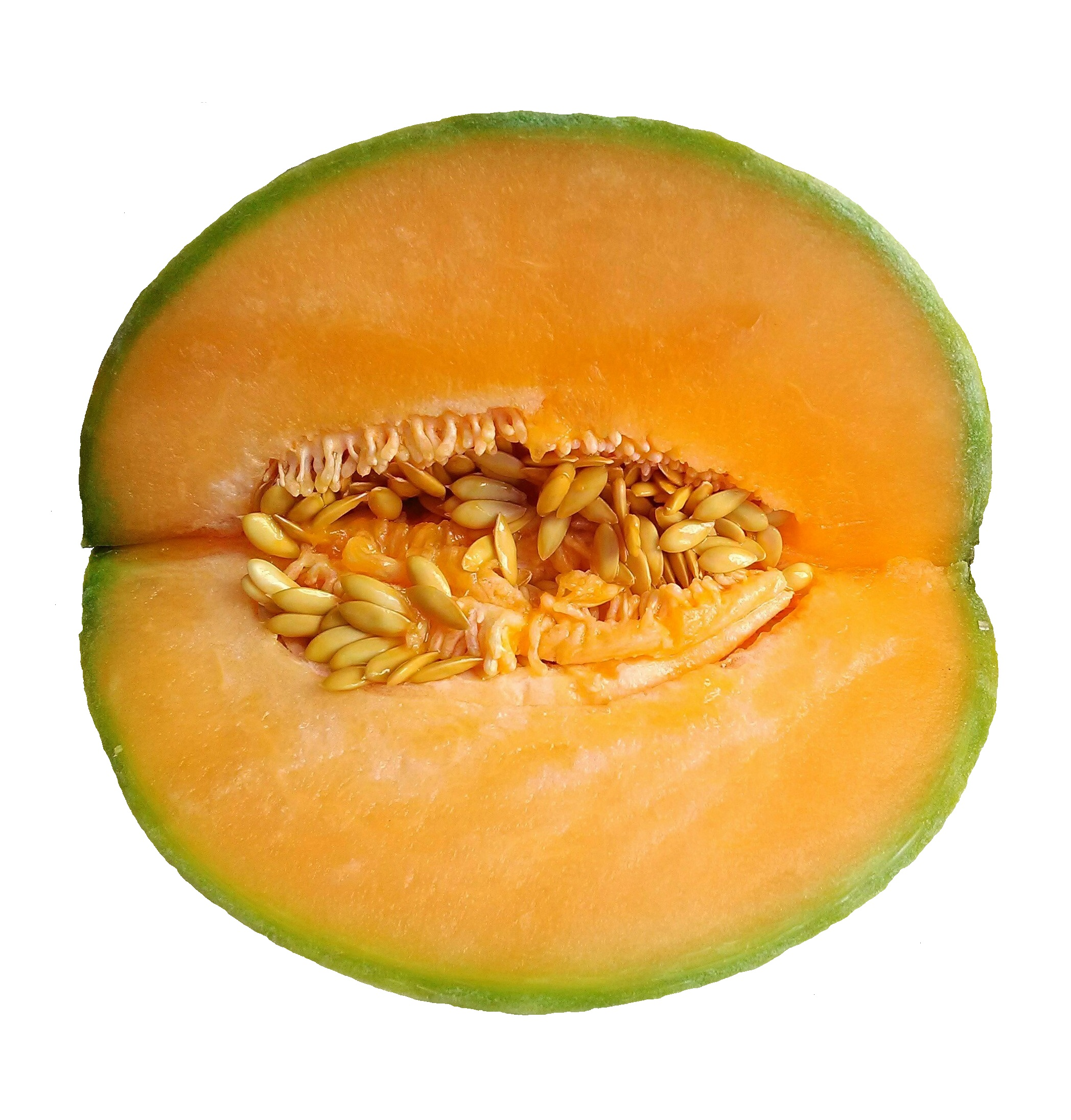
Cucumis melo
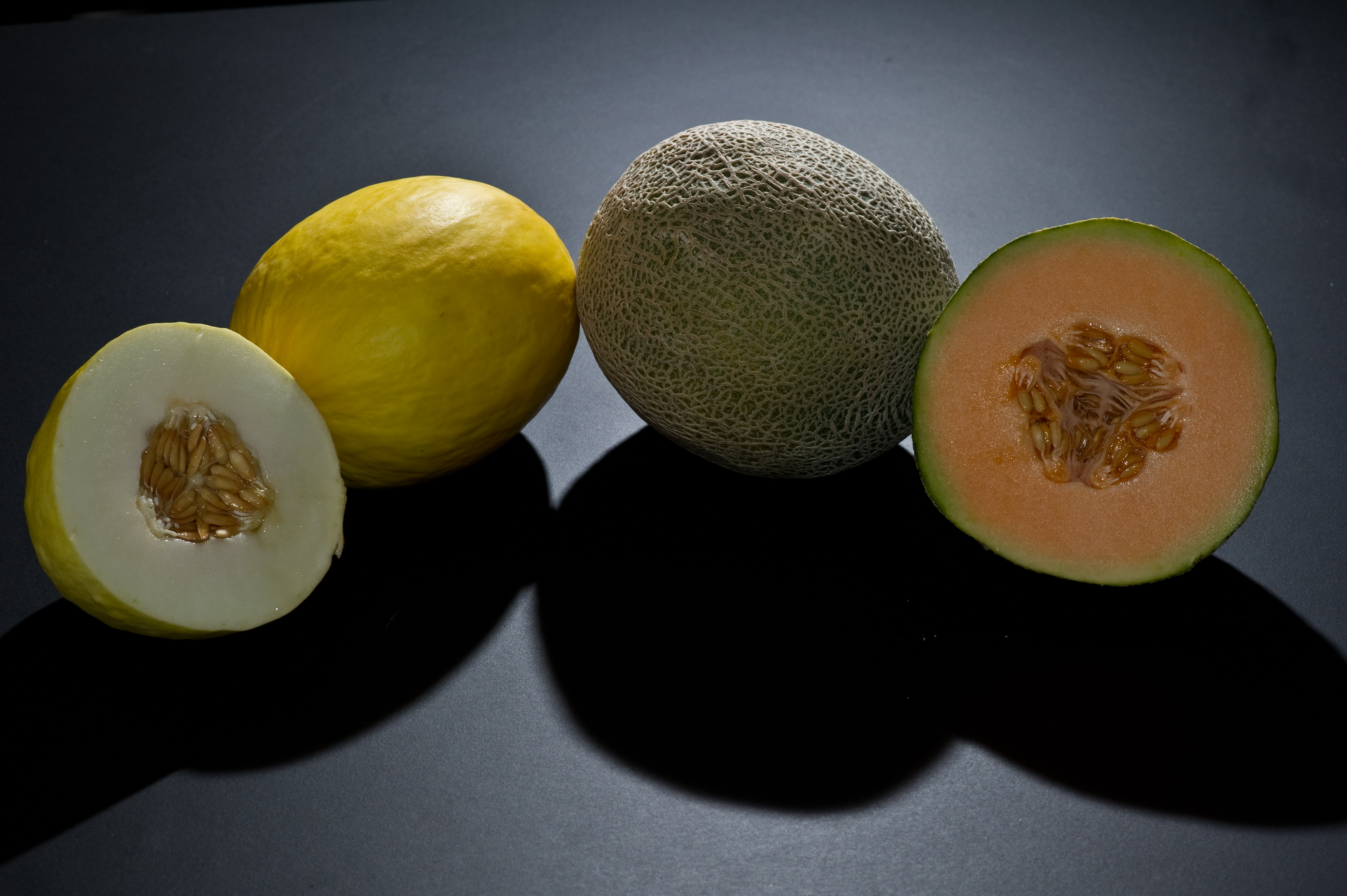
Cantaloupe và dưa vàng canary
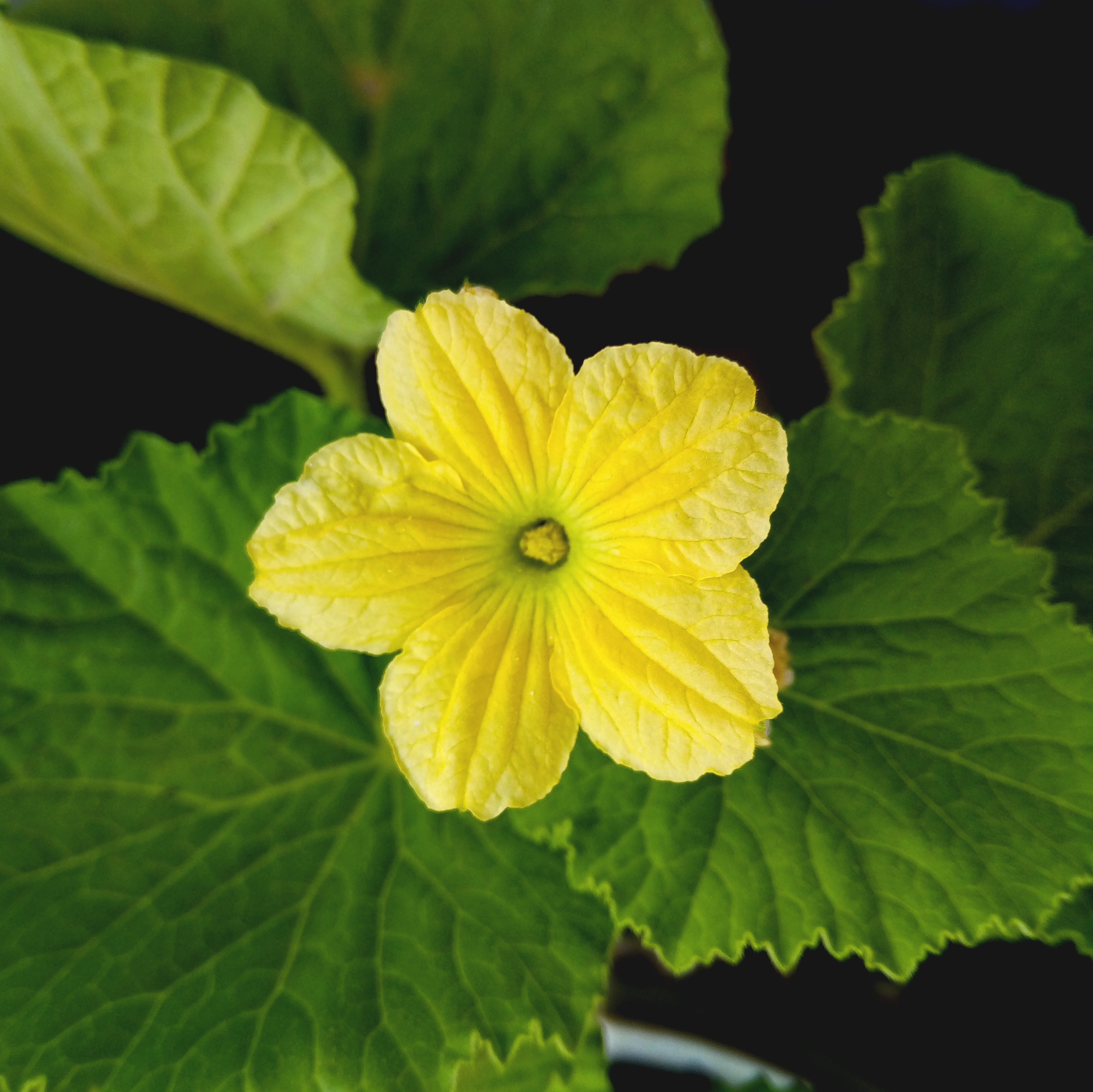
Hoa dưa hấu màu vàng